# كدوميم
كدوميم (بالإنجليزية: Kedumim)‏ (بالعبرية: קְדוּמִים)، هي مستوطنة إسرائيلية يتم تنظيمها كمجلس محلي يقع في شمال الضفة الغربية.

## التأسيس
تأسست في حانوكا عام 1975 من قبل أعضاء حركة مستوطنات غوش إيمونيم، وأصبحت فيما بعد مجلسًا محليًا، في عام 2018 كان عدد سكانها 5959.

## التاريخ
وفقا معهد الأبحاث التطبيقية - القدس، صادرت إسرائيل بين عامي 1967 و 1993 أراضي من ثلاث قرى فلسطينية من أجل بناء أجزاء مختلفة من كدوميم: تم أخذ 2031 دونم من كفر قدوم، وتم نقل 163 دونم من إماتين، بينما تم الاستيلاء على 13 دونم من جيت.
في أواخر عام 1974، حاولت مجموعة تابعة لجوش إيمونيم تدعى جارين إيلون موريه، بقيادة الحاخام مناحيم فيليكس وبيني كاتزوفر، إقامة مستوطنة على أنقاض محطة قطار سبسطية التي تعود إلى الفترة العثمانية. قرار مجلس الوزراء الإسرائيلي، الذي صدر 17-2 مع امتناع 3 عن التصويت، وجد أن المستوطنة غير قانونية في عام 1975.
بعد عدة محاولات لإخلاء السكان من الموقع من قبل قوات الدفاع الإسرائيلية، تم التوصل إلى اتفاق يسمح بموجبه لـ 25 عائلة بالاستقرار في كادوم، وهو معسكر للجيش جنوب غربي نابلس، تم تطوير موقع المنزل المتنقل الصغير في مستوطنة كدوميم. كان اتفاق سبسطية نقطة تحول فتحت شمال الضفة الغربية على المستوطنات اليهودية.[بحاجة لمصدر]
منذ عام 1977 فصاعدًا، دعمت حكومة مناحيم بيغن بقوة الاستيطان في كدوميم، زار بيغن في 19 مايو وأعلن «نقف على أرض إسرائيل المحررة» في يوليو، منحت حكومته الوضع القانوني الكامل لكدوميم (التي كان عدد سكانها بعد ذلك حوالي 100 مستوطن) عوفرا ومعاليه أدوميم.

## الوضع القانوني
يعتبر المجتمع الدولي المستوطنات الإسرائيلية في الضفة الغربية غير قانونية بموجب القانون الدولي، لكن الحكومة الإسرائيلية تعارض ذلك.